# 美國-香港政策法
《美國－香港政策法》（英語：United States–Hong Kong Policy Act），又稱為《香港關係法》、《美港關係法》，是一部现行的美国国内法，由美國國會在1992年通過的法案。鑑於在1997年7月1日，英國結束對香港的管治後，香港主權移交成為中華人民共和國轄下的一個特別行政區，美國政府重新釐定對港政策。美國國會推動並通過該法案，容許美國依據《中英聯合聲明》裏中华人民共和國讓香港實行「高度自治」的承諾，在金融和文化等領域給予香港有別於中國大陆的待遇，並且承認香港獨立關稅區，以及在一国两制框架之下，支持香港的人權、民主與自治，保障香港的生活方式，及美資在此國際金融中心和自由港營商。
2020年5月29日，美國總統唐納·川普回應中华人民共和國全國人大常委會修法擬定《中華人民共和國香港特別行政區維護國家安全法》時宣佈將終止適用香港政策法，撤銷香港的特殊地位與相關商業優惠措施。同年6月30日港版國安法即將通過前，美國商務部立即依法禁止出口國防設備與敏感技術至香港。7月14日，總統川普簽署行政命令，正式中止此法第201條(a)區別對待香港，終止香港的特殊地位。

## 源由
1989年六四鎮壓後，大量香港人憂慮和恐懼香港前途。當時美國國會多次敦促英國政府在香港立法局實行直選，以及保證香港人權與自由，但在1991年之前美國國會未制訂出完整系統。美國—香港政策法案由米奇·麥康諾起草，1992年8月11日在美國眾議院通過，9月17日在美國參議院通過，老布殊總統於10月5日簽署此法案，成為正式法律。
法案通過後，北京指骂指控美國干預內政。《中华人民共和国国史网》发表郭永虎之文章，批评香港政策法開啓了美國國會「干涉香港事務的惡例」。

## 內容
| 美国国会所認可通過之香港相關重要文件 基於《美国宪法》之權力分立政府權限 |        |                      |            |
| 制訂                                                                    | 1992年 | 《美國-香港政策法》  | 參議院提出 |
| 制訂                                                                    | 2019年 | 《香港人權與民主法》 | 參議院提出 |
| 制訂                                                                    | 2019年 | 《保護香港法》       | 參議院提出 |
| 制訂                                                                    | 2020年 | 《香港自治法》       | 眾議院提出 |

根據此法案，美國政府承認《中英联合声明》，並繼續視香港作一個在政治、法治、經濟、貿易政策方面與中國大陸完全不同的地區，並在對外政策上將香港特別行政區政府與中華人民共和國政府區別對待。香港特別行政區護照獲美國承認，申請赴美簽證獲獨立看待。香港可在美國出口管制下購買敏感技術，但要確保無不當用途。
1993、1995 - 2007及2015 - 2025年，美國國務院向國會提交《美國－香港政策法報告》。

### 暫停機制
根據香港關係法第202條（美國法典 - 外交 第5722條），美國總統如認為香港自治情況不足以有別於中华人民共和国，總統有權簽發行政命令暫停第201(a)條（美國法典 - 外交 第5721(a)條）適用於某美國法律或條文；如美國總統認為香港恢復自治，可恢復適用第201(a)條。

## 重訂及取消
早在2004年，中华人民共和国全国人大常委会否決0708雙普選後，美國國會曾討論重訂香港關係法，主要由共和黨議員薩姆·布朗巴克推動。
2013年斯諾登事件後，香港作家陶傑認為美國可能廢除香港關係法以反擊。2015年，美國國會及行政當局中国委員會指，北京政府「8.31決定」介入香港政制發展，並指控香港警察在雨傘運動期間攻擊示威者，建議美國重新考慮香港獨立地位之條款。2016年，同一委員會指，因應香港議員被取消資格及銅鑼灣書店事件，或須修改香港關係法。中华人民共和国外交部强烈不满和坚决反对上述报告，表示中国政府坚定不移贯彻一国两制方针，香港事务属于中国内政，任何外國無權干涉。

### 2018年
2018年，美國國會美中經濟暨安全檢討委員會提出，重新審視香港獨立關稅區之地位與政策，以及限制潛在軍用之高科技售到香港。香港行政长官林郑月娥表示，對美國政府單邊主義非常有意見，批評一個國家擾亂國際多邊貿易秩序，林郑稱，美方指控是失實、雙重標準及戴有色眼鏡，又指香港是美國最大之貿易順差來源地，請美方三思是否「損人又損己」。香港工联会立法會議員陆颂雄回應指，香港獨立關稅區地位不需要美國「恩賜」「施捨」，又指香港外國記者會副主席馬凱包庇陳浩天宣揚香港獨立，被拒入境符合入境政策。
11月15日，香港民主派議員聯署，呼籲香港特区政府向美國承諾不再破壞一国两制；民建联议员李慧琼与葛珮帆批评是为虎作伥，林郑又批評民主派說香港不再自由是「自毀長城」。11月19日，自由党钟国斌因應美國檢討香港關係法，將原本在立法會動議香港基本法23條立法諮詢的議員議案，為免招人口實，改為討論中美貿易戰。
另外，有激進建制組織贊成廢除此法，認為香港應成為中华人民共和国直辖市，不應該被「區別看待」。

### 2019年
3月22日中华人民共和国外交部发言人耿爽針對《香港政策法报告》回覆：“我想强调，香港是中国的特别行政区，香港事务属于中国内政，任何外国无权干涉。”
6月11日，美國警告若《逃犯條例修訂草案》通過，香港高度自治及法治精神將會受到嚴重打擊，美國或會終止《香港關係法》。美國政府視香港作一個在政治、經濟、貿易政策方面與中國大陸完全不同的地區，才令香港享有優惠的經濟、金融政策及措施。一旦通過《逃犯條例修訂草案》，將會違反《香港關係法》多項關鍵條款，恐「一國兩制、港人治港、高度自治」不復存在，嚴重打擊美國企業在港營運意欲。當香港沒有足夠的自主權，美國或会终止《香港關係法》，視香港等同中國大陸其它城市。
10月15日，众议院表决通过了《香港人權與民主法案》和《限制向香港出口催泪弹和人群控制技术法案》。11月27日總統特朗普簽署法案，法案正式成為美國法律。
《香港人权与民主法案》规定美国国务院每年将审视香港的人权和民主状况，在香港自治权不佳的情况下，将会暂停对港的最惠待遇。法案公布后180日内和此后每年，美国国务院将需要公布威胁香港民主相关人士名单并冻结名单人士在美资产、限制名单人士入境。
《限制向香港出口催泪弹和人群控制技术法案》禁止美国公司向香港政府及相关公司提供任何由美国出产的非致命防卫和人群管控装备或技术方案。自法案生效起30日之后，美国公司无法出口橡皮弹、催泪弹、突击警队装甲车等装备。

### 2020年
中華人民共和國全國人民代表大會為香港特別行政區制訂的有關國家安全的決定，於2020年5月22日至5月28日舉行的第十三屆全國人民代表大會第三次會議上進行審議，由全國人民代表大會常務委員會提請審議《全國人民代表大會關於建立健全香港特別行政區維護國家安全的法律制度和執行機制的決定（草案）》的議案，授權人大常委會就於香港特區實施國家安全執行機制立法（又名「港版國安法」），並於5月28日下午表決通過《决定》。
代港立法引起香港及國際多方強烈反應，譴責中共政府繞過香港的立法程序、無視民意。其中美國方面，於华盛顿当地时间21日，美国總統·離開白宫前，在南草坪上被问到是否知道北京两会将审议此事。川普称：“我不知道，因为目前没有人知道。如果发生的话，我们将会强烈回應此事。”
2020年5月27日，美國國務卿蓬佩奧發表聲明，確認香港不再享有高度自治，即意味著香港可能不再繼續享有美國的特殊待遇。2020年5月28日，美國國務院東亞和太平洋事務局2020年度《香港政策法》報告指，依據《香港政策法》第301條的要求，不能再證明香港應繼續享有此種待遇。
5月29日，美國總統特朗普在白宮外見記者宣佈，將終止香港政策法，認為中國在全國人大會議上為香港立國家安全法，毀滅一國兩制並實行一國一制，嚴重損害香港民主自由，香港回歸中國是為了中國跟香港進步，而非香港變成舊日中國城市，經過中國一連串不讓步下，決定取消政策法，將不會再享有特殊待遇，與此同時將會制裁損害香港民主自由的香港官員及中國官員。
7月14日，美國總統特朗普在白宮外見記者宣佈簽署行政命令，正式暫停此法案第201條(a)適用於香港的特殊地位，包括貿易稅率（包括貿易戰下所增加的額外關稅）、簽證安排、出口許可證豁免等一律與中华人民共和國看齊，亦是全球第一個不承認香港擁有一國兩制的國家，同時宣佈已經簽署在兩院通過的香港自治法。據彭博社報道，原本7月14日公佈的制裁名單包括政治局常委韓正、林鄭月娥及鄧炳強，但最後一刻特朗普決定暫定不包括上述人物。8月7日，美國財政部按香港自治法等法律正式制裁林郑等11名中共官員。

### 2021年
3月31日，美國國務卿布林肯表示，已經向國會確認根據《香港政策法》的規定不給予香港特殊關稅地位的待遇。布林肯表示確定維持前朝政策，指中國嚴重損害香港人民的權利與自由，濫捕異己人士、對香港司法獨立及新聞自由施壓，布林肯已向國會認證香港的一國兩制已「毀滅」，無法再享有美國的特殊待遇。

### 2022年
2022年3月31日，美国国务院發表「香港政策法報告」。美国国务卿布林肯批評，中國破壞香港的民主制度，向司法機構施壓，削減香港的自由，直言在中國收緊管治下，「香港與中國大陸城市之間的差異正在縮小」。布林肯表示，報告紀錄了中國和港府如何進一步破壞香港的民主制度和人權，損害新聞和言論自由，包括《蘋果日報》和六四紀念館等機構和組織被逼停運。在高風險和不明朗因素影響下，一些外國企業已完全撤出香港，部份則只留下少數主要員工，繼續營運。布林肯說，北京的做法只會迫使香港的人才逃離，損害香港的聲譽和競爭力，削弱香港作為國際金融中心的地位。報告則指，中國徹底修改香港的選舉制度，大大削弱了香港人選擇自己代議士的能力。中國和香港當局對與民主運動有關的團體、媒體等進行搜查、拘捕、起訴及凍結資產的行動，破壞《基本法》和《中英聯合聲明》保障的自由，並提到參與初選被起訴的47名民主派人士，以及有至少33人因記念六四的有關活動，被捕、被起訴或被定罪。報告指出，在司法方面，香港越來越多案件被認為與國家安全有關，即使這些案件不涉嫌違反《港區國安法》本身，而國安法的較高門欄保釋條件亦適用於這些案件。報告亦批評港府侵犯多項自由，言論自由方面包括被控「煽動他人參與未經批准集結罪」的鄒幸彤，港府在2021年5月將煽惑他人在選舉不投票或投白票定為犯法，以及在《電影檢查條例》中加入涉及國安法的條文等。新聞自由方面，報告提到《蘋果日報》及《立場新聞》停運，多名高層被香港警方拘捕，多家獨立媒體亦宣布停運；港台在新廣播處處長管理下，解僱部份員工並審查節目內容。結社自由方面則提及教協、職工盟及民陣等組織的解散、支聯會及七名相關人士被控違反《港區國安法》、國際特赦組織撤出香港等。報告又指，雖然香港在亚太经济合作组织論壇、世貿等國際組織中，仍獨立於中國進行投票。但在一些國際組織中，香港被指作為中國的代表，協助推動中國的目標，包括阻撓台灣參與世界貿易組織或在某組織擔任領導職務，這反映香港在國際組織中獨立行事的能力受到侵蝕。

### 2023年
2023年7月11日，美国总统拜登發布行政命令，再延長前总统川普於2020年7月14日下達的行政命令，維持中止或取消對香港的特殊待遇。拜登批評，中國政府採取措施破壞香港自治，進而對美國國家安全、外交、經濟造成極大且不尋常的威脅，因此有必要維持相關措施。

## 外部連結
- 美國－香港政策法及相關文件（页面存档备份，存于）（英文）
- 毛來由. . 學苑. 2018-11-13  [2018-11-21]. （原始内容存档于2019-05-20）.